# Taxe générale sur les activités polluantes
En France, la taxe générale sur les activités polluantes (TGAP) est un impôt qui s'applique à diverses activités polluantes. Elle a été instituée par la loi de finance 1999 et est entrée en application le 1er janvier 2000. Elle a permis de remplacer/fusionner diverses taxes parafiscales sur la pollution atmosphérique, les déchets ménagers et industriels spéciaux, les huiles de base et les nuisances sonores dues au décollage des aéronefs.
Elle est proportionnelle au degré de pollution engendré par toute activité (production de déchets industriels et ménagers, pollution atmosphérique, nuisances sonores, etc.). Chaque année, le montant de cette taxe est révisé. La loi de finance 2018 a supprimé les composantes spécifiques aux « installations classées ». Il ne reste plus que les composantes « déchets », « émissions polluantes », « lubrifiants, huiles et préparations lubrifiantes », « lessives » et « matériaux d'extraction » ainsi que celle sur les « carburants d'origine fossile » qui est à part,.

## Histoire
La TGAP est introduite par la loi de finances pour 1999 et est opérationnelle depuis janvier 2000.
La TGAP sur les produits phytosanitaires a été remplacée par une redevance sur les pollutions diffuses perçue par les Agences de l’eau. Elle frappe cependant les produits antiparasitaires.

## Objectifs généraux
Cette taxe sur les activités polluantes doit permettre de mieux appliquer le principe pollueur-payeur. En effet, elle conduit à différencier, dans le montant de la taxe, les ressources nécessaires pour financer les dommages causés à l'environnement par une activité polluante. Le système de taxe précédent se contentait de dégager des ressources financières[réf. nécessaire]. La TGAP émet un signal-prix qui doit dissuader les pratiques polluantes.
Les personnes favorables à la TGAP considèrent qu'elle constitue une modernisation et une simplification de la fiscalité écologique.

## Composantes

### Déchets
La composante « déchets » de la TGAP est due par tout exploitant d'une installation de stockage de déchets ou d’une installation de traitement thermique de déchets (incinérateur) soumise à autorisation en application de la législation sur les installations classées pour la protection de l'environnement. Le fait générateur de la taxe est la réception de déchets par l’exploitant de l’installation.
Cette composante a pour objectif de limiter le développement de ce type d'installations et d’encourager les comportements vertueux, c’est-à-dire privilégier dans l’ordre la prévention des déchets, la préparation en vue de la réutilisation, le recyclage, toute autre valorisation, notamment énergétique, l’élimination des déchets, en cohérence avec la hiérarchie des modes de traitement des déchets prévue par le code de l'environnement.
Dans le système actuel, les réductions de taux de cette composante liée aux déchets non dangereux ont pour objectif d’inciter les exploitants d'installations de stockage de déchets non dangereux et d’incinérateurs de déchets non dangereux à exploiter des installations présentant des performances environnementales et de valorisation les plus élevées conformément aux objectifs inscrits à l’article 46 de la loi Grenelle I.
Via la loi de finance 2018, le gouvernement a révisé les règles de calcul des réfactions dont bénéficient les installations les plus performantes, en attendant la réforme annoncée de cette composante.

### Émissions polluantes
La composante « émissions polluantes » de la TGAP est due par les installations classées pour la protection de l'environnement soumises à autorisation qui émettent des substances participant à la pollution atmosphérique (oxydes de soufre et autres composés soufrés, acide chlorhydrique, oxydes d'azote et autres composés oxygénés de l'azote, poussières totales en suspension, arsenic, sélénium, mercure, benzène, hydrocarbures aromatiques polycycliques, plomb, zinc, chrome, cuivre, nickel, cadmium, vanadium, hydrocarbures non méthaniques, solvants et autres composés organiques volatils), dans des quantités supérieures aux seuils indiqués sur une année.

### Lubrifiants, huiles et préparations lubrifiantes
La loi de finances pour 2021 abroge cette taxe.

### Carburants d'origine fossile
Prévue par l'article 266 quindecies du code des douanes, la composante « carburants d'origine fossile » de la TGAP a été instaurée en 2005. Elle vise à favoriser l'incorporation de biocarburants dans les supercarburants et gazole mis à la consommation en France. Cette taxe est distincte des autres composantes TGAP et fait l'objet d'une déclaration qui lui est spécifique. Le taux de cette taxe, qui augmente progressivement chaque année, est diminué à proportion des volumes de biocarburant incorporés dans ces carburants.

### Installations classées (abrogée)
La composante « installations classées » de la TGAP, spécifiquement relative aux installations classées pour la protection de l'environnement (ICPE), était composée de :
- La taxe à l'installation qui était dû à chaque délivrance d'une autorisation initiale (installation nouvelle ou régularisation), autorisation d’extension, renouvellement d’une autorisation, autorisation de changement d’exploitant (carrières, stockage de déchets), autorisation de durée limitée, renouvellement d’une autorisation de durée limitée (carrières, stockage de déchets).
- La taxe à l'exploitation qui consistait à imposer certaines ICPE en cours d'exploitation présentant par leur nature ou leur volume des risques particuliers pour l’environnement (les installations concernées étaient définies par le code de l'environnement).

Après plusieurs tentatives, le gouvernement a réussi à abroger cette composante via la loi de finance 2018.

## Le produit de la TGAP
Le produit de la taxe s'élevait globalement à 726 millions d'euros en 2015, répartis entre l'Etat (277 M€) et l'agence de l'environnement et de la maîtrise de l'énergie (449 M€). Pour 2019, les recettes attendues s'élèvent à 700 millions d'euros.

## Limites et critiques
La TGAP n'est pas forcément toujours lisible, par exemple dans le cas des produits phytopharmaceutiques. En effet, elle est payée par les firmes phytosanitaires détentrices de ces produits. Selon les entreprises, ce montant est imputé sur leur marge bénéficiaire pour rester en conformité avec les prix du marché, ou bien elle entraîne une augmentation des prix qui est soit répartie sur l'ensemble de la gamme, soit répercutée sur les produits ayant un classement toxicologique.
Les négociants fixent ensuite leurs propres barèmes de prix avant de vendre aux agriculteurs, ce qui contribue à brouiller le signal-prix.